# Thaumaina
Thaumaina is een geslacht van vlinders een geslacht van vlinders uit de familie van de Lycaenidae, de kleine pages, vuurvlinders en blauwtjes. De wetenschappelijke naam en de beschrijving van dit geslacht werden voor het eerst in 1908 gepubliceerd door George Thomas Bethune-Baker. 
Dit geslacht is monotypisch, dat wil zeggen dat het maar één soort heeft namelijk Thaumaina uranothauma Bethune-Baker, 1908 uit Papoea-Nieuw-Guinea.